# Pavlo Hnîkin
Pavlo Hnîkin (n. 5 aprilie 1969, Sverdlovsk, RSFS Rusă, URSS) este un înotător ucrainean, medaliat olimpic. A participat la 4 ediții ale Jocurilor Olimpice (1992, 1996, 2000, 2004) în care a câștigat două medalii de argint.